# Sint-Johannes van Nepomukkerk (Hadamar)
De Sint-Johannes van Nepomukkerk is de katholieke parochiekerk in het centrum van het Hessische stadje Hadamar. Aan de kerk sluit zich het voormalige kloostercomplex van de Jezuïeten aan, een oorspronkelijk uit de 17e eeuw daterend gebouwenensemble, dat sterk beeldbepalend is voor de stad.

## De Sint-Johannes van Nepomukkerk

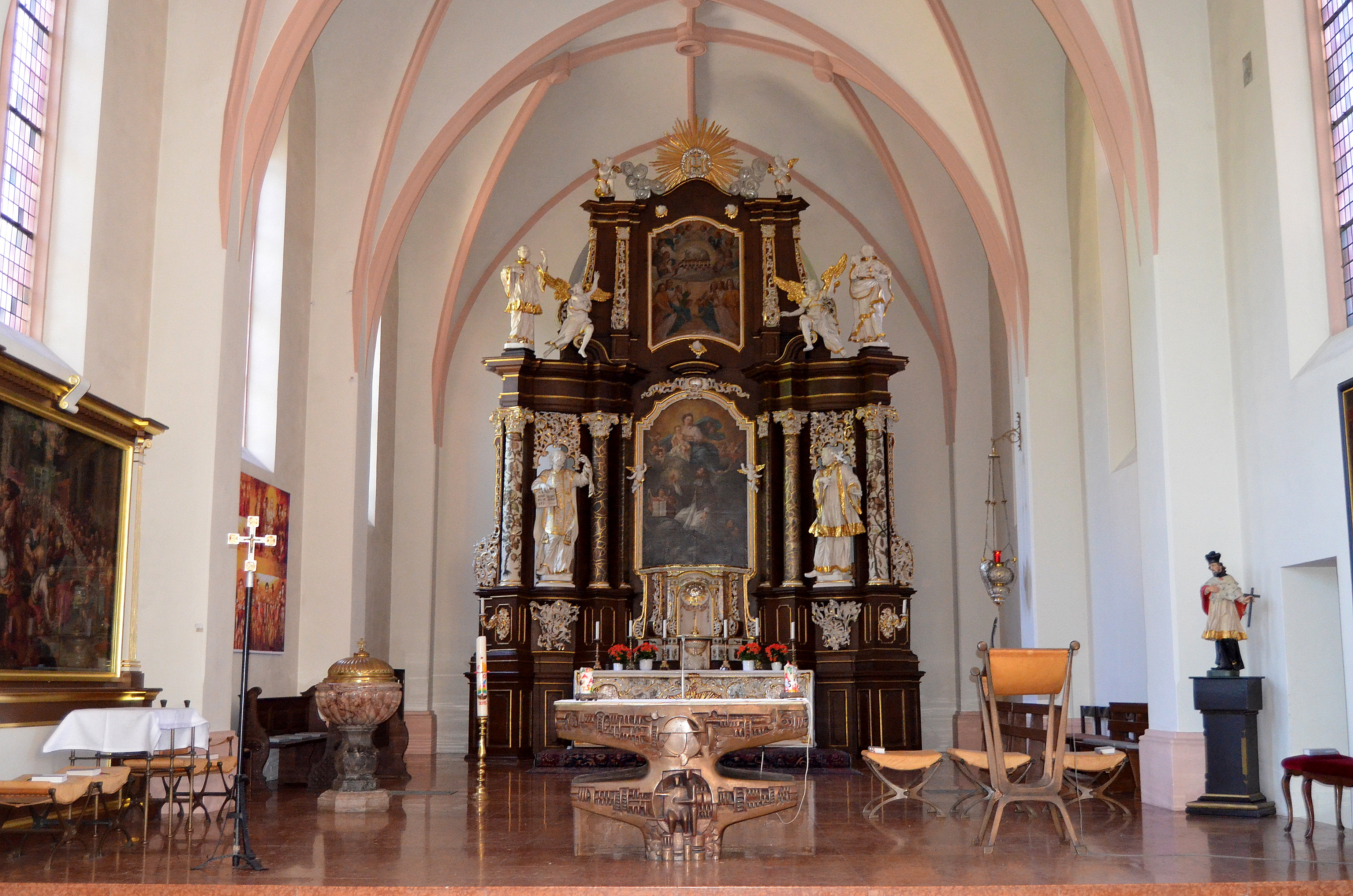
Het hoogaltaar in tegen het einde van de 19e eeuw aangebouwde priesterkoor

De in 1755 ingewijde kerk vormt de noordelijke afsluiting van het complex. De rechthoekige zaalkerk had oorspronkelijk als enige buitenversiering het Jezuïetenmonogram, dat later boven de zijvleugel van het kloostergebouw werd aangebracht toen de kerk rond 1900 een gotische klokkentoren kreeg. In dezelfde tijd werd ook het koor vergroot. 
De bouwwerkzaamheden werden door plaatselijk en uit Tirol afkomstige bouwlieden uitgevoerd. De schilder Friedrich August Rüggenberg en zijn zoon schilderden de plafondfresco's van het martelaarschap van Johannes van Nepomuk en de Hemelvaart van Maria. Het met het Agnus Dei bekroonde hoogaltaar en de beide aan de Moeder Gods en Sint-Jozef gewijde zijaltaren zijn voorbeelden van de Hadamarse barokschool. Voor het ontwerp van het hoogaltaar tekende Martin Volck, de uitvoering vond plaats door Johann Thüringer. Het schilderij in het midden toont de patroonheilige van de biechtvaders, die zijn tong aan de Moeder Gods aanbiedt. De beelden van de stichter van de Jezuïeten, de heilige Ignatius en een van zijn vroege gezellen, Franciscus Xaverius, flankeren het schilderij. Het hoogaltaar en zijaltaren worden met de beelden van andere ordeheiligen aangevuld.
De kansel dateert uit 1762 en stamt uit hetzelfde atelier als de orgelkas en de biechtstoelen. Onder de kerk bevindt zich de grafkelder van de Jezuïeten.
Het bronzen celebratiealtaar werd door de Koblenzer beeldhouwer Hofacker vervaardigd in de tijd na het Tweede Vaticaanse Concilie. 
Het orgel werd in 1972 door de firma Klais uit Bonn in de barokke orgelkas gebouwd, dat van het voorgangerorgel uit 1755 stamt. Sinds 1818 heeft de Jezuïetenkerk de taak van stadsparochiekerk van de Onze-Lieve-Vrouwekerk overgenomen.

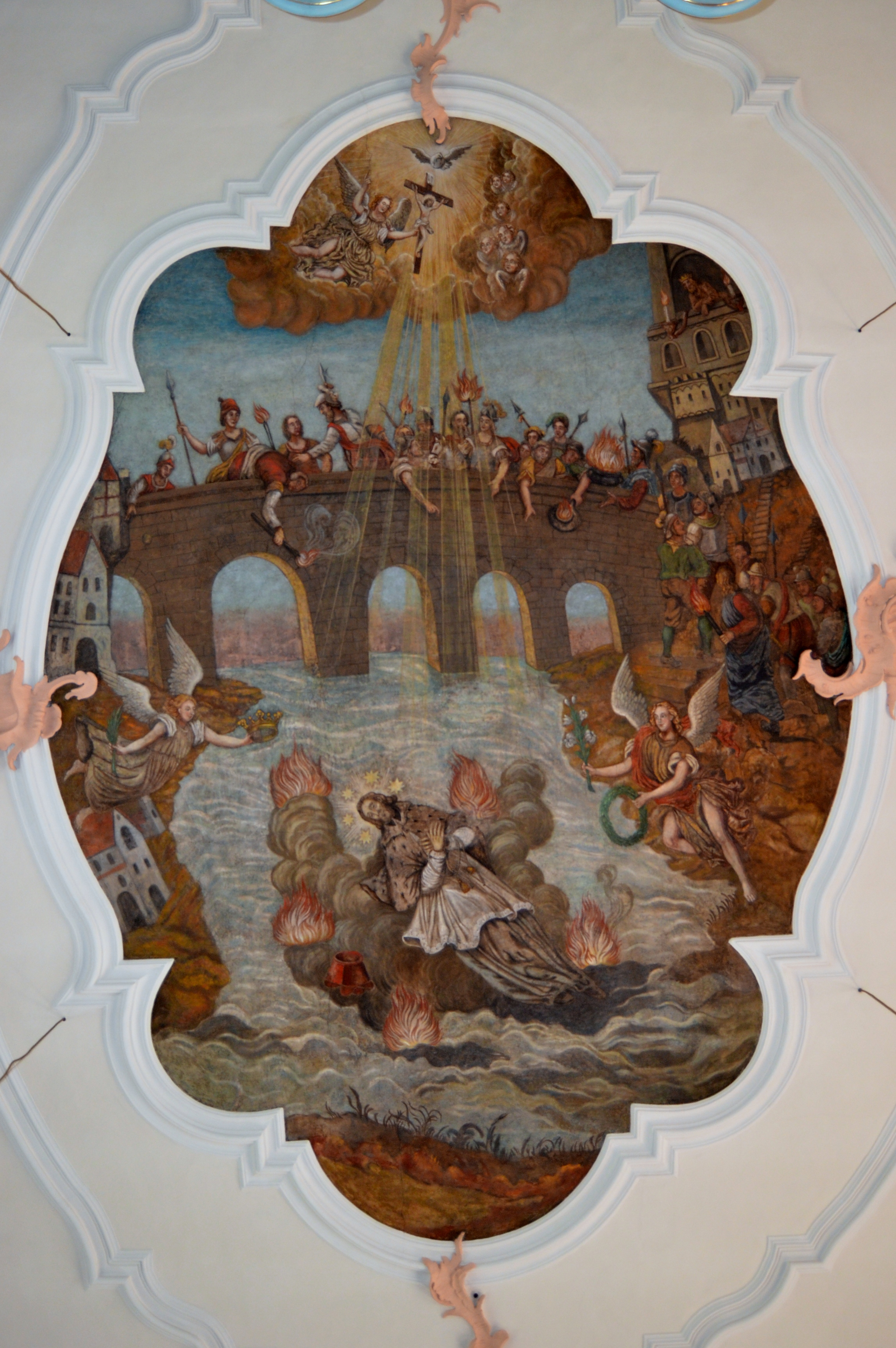
Fresco martelaarschap van Johannes van Nepomuk
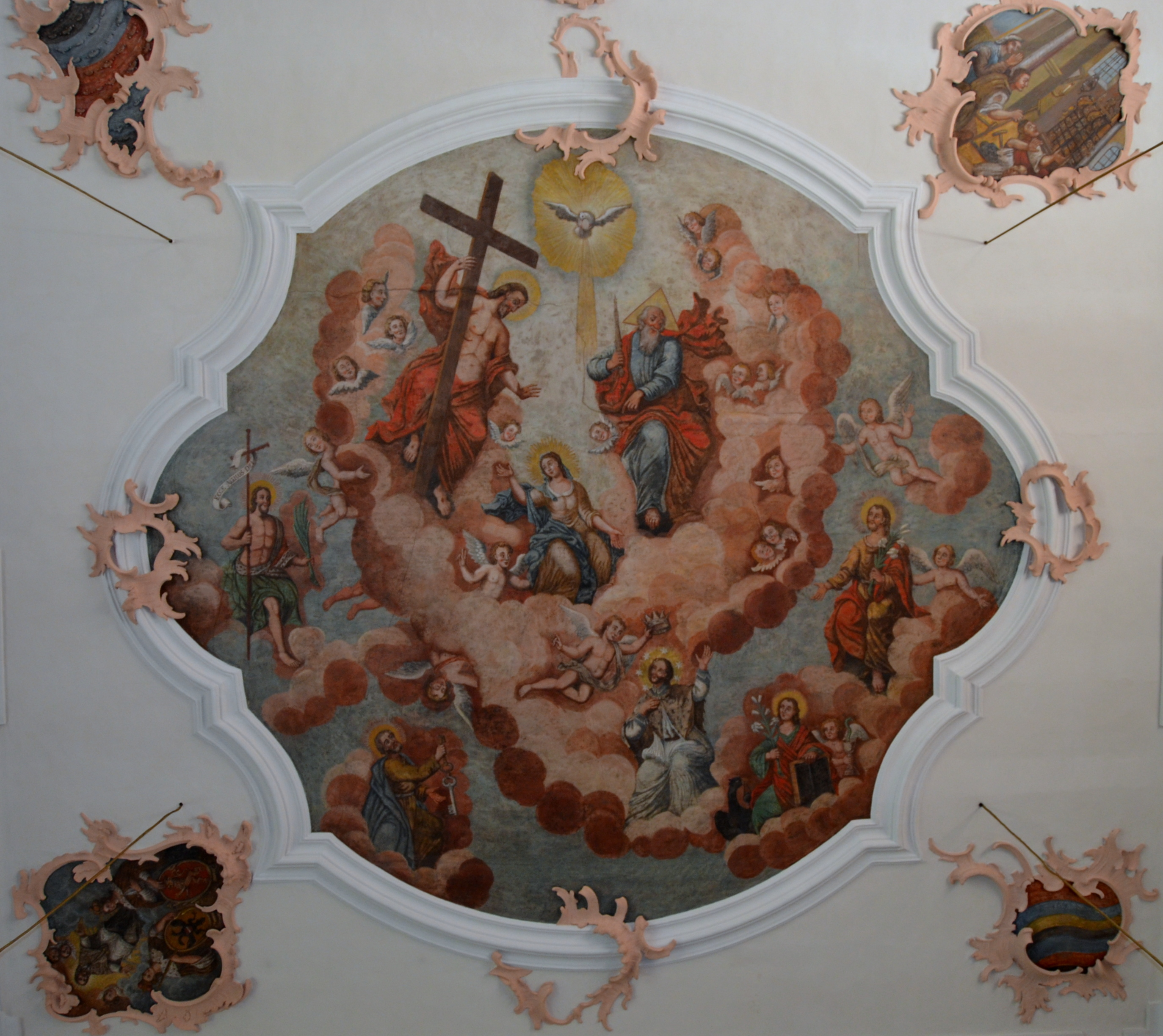
Fresco kroning van Maria
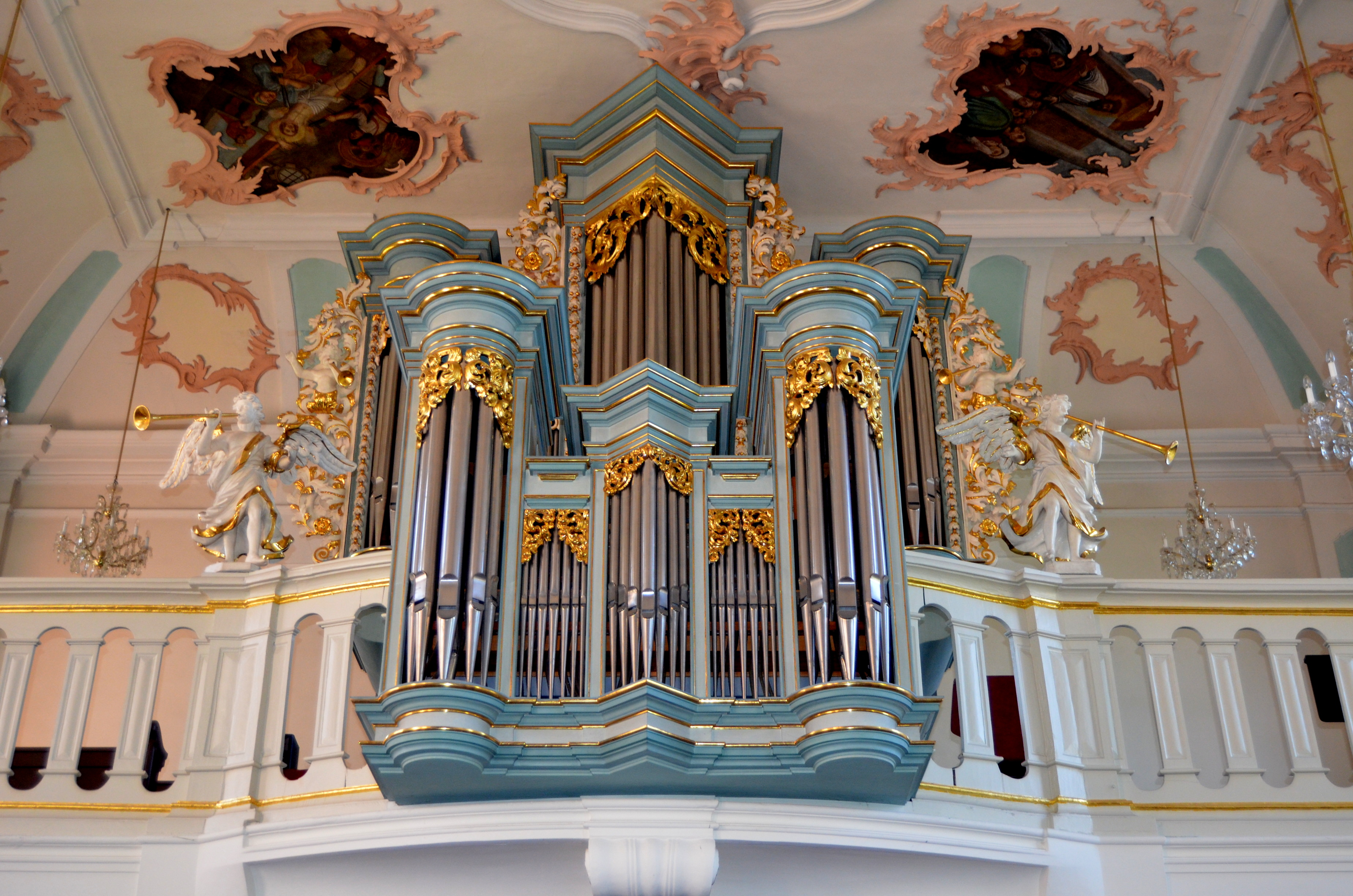
Orgel
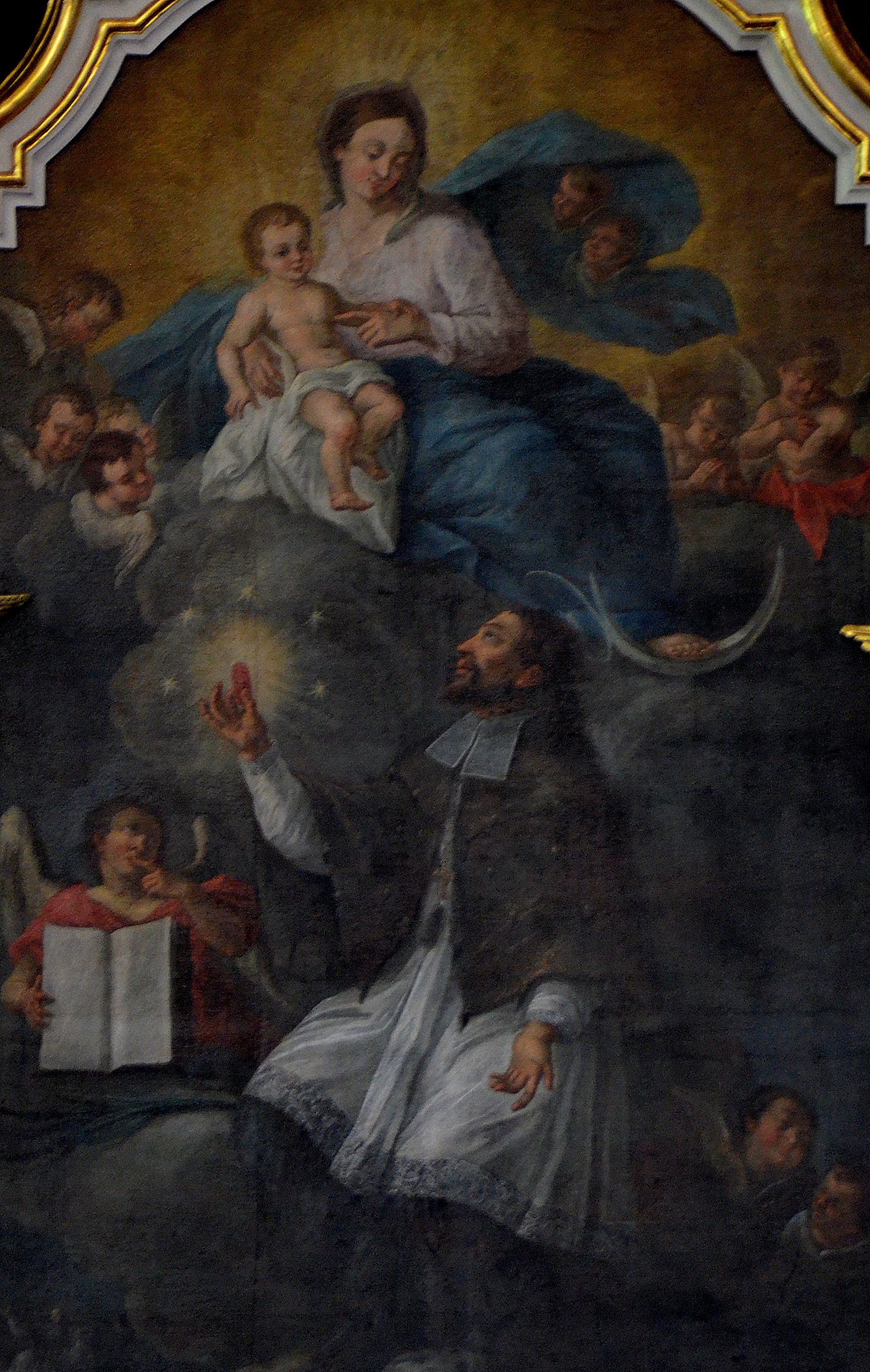
Schilderij hoogaltaar
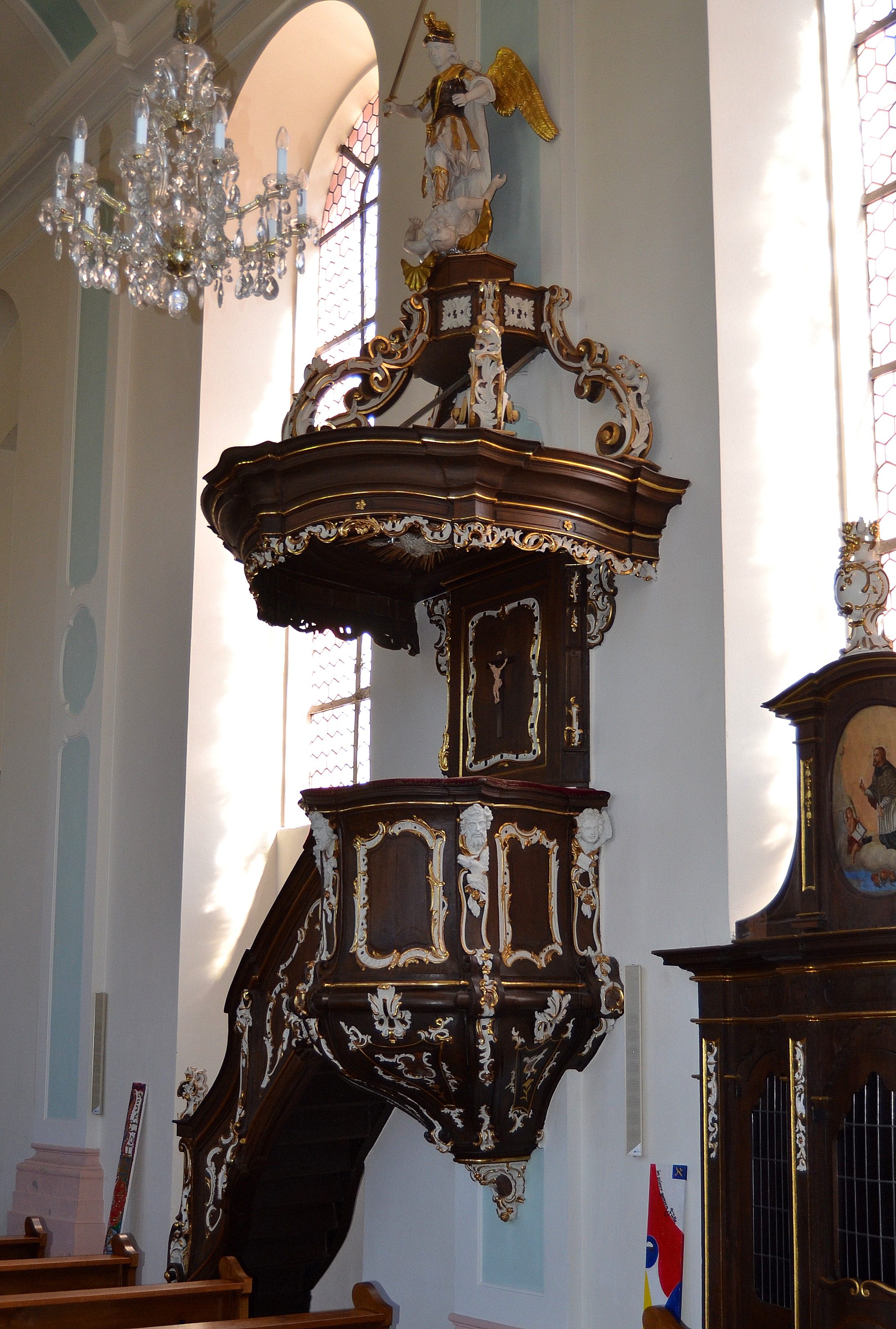
Kansel
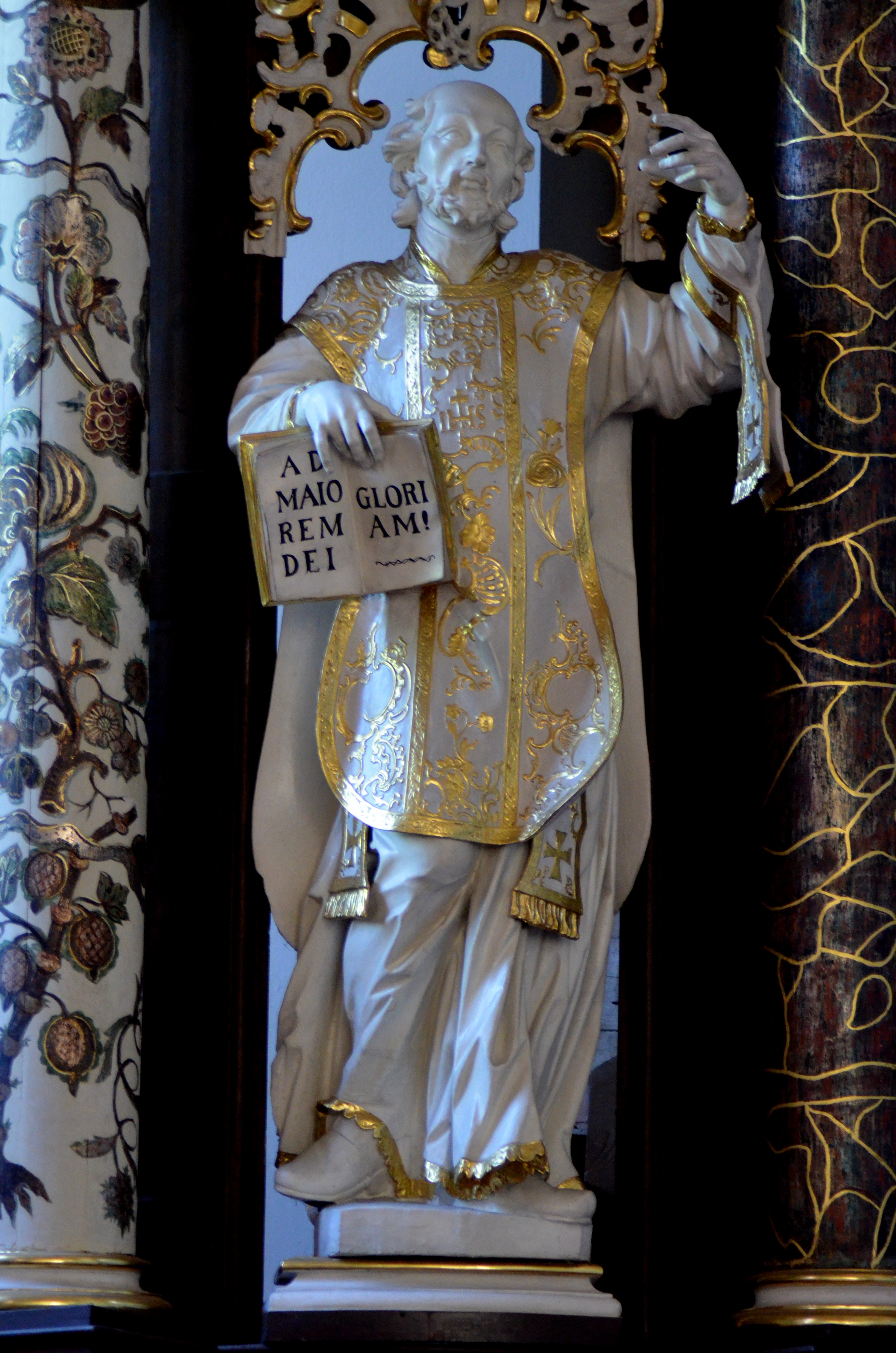
Altaarbeeld

## Geschiedenis
In 1629 bekeerde de protestants gedoopte graaf Johan Lodewijk van Nassau-Hadamar zich tot het katholicisme. Hem was veel gelegen om meerdere kloosterorden naar Hadamar te halen. In januari 1630 melden zich de eerste Jezuïeten in de stad, die voor alles de katholieke zielszorg weer op zich namen. Toen in 1631 Zweedse troepen Hadamar naderden, vluchtten de Jezuïeten naar Koblenz. Enkele jaren later, in 1636, keerden ze terug naar Hadamar.   
In 1637 bepaalde vorst Johan Lodewijk dat de Onze-Lieve-Vrouwekerk de parochiekerk van de stad werd. Tussen 1639 en 1772 waren alle priesters van de stad Jezuïeten. Herhaaldelijk probeerde Johan Lodewijk de Jezuïeten van geld te voorzien om een klooster te bouwen en de Latijnse School nieuw leven in te roepen, maar oorlog verhinderde de plannen. Pas in 1641 kregen de Jezuïeten een huis toegewezen, dat zuidelijk aan het grondstuk van het adellijk hof grensde waar de broeders tot dan toe verbleven. Er volgden nog enkele aankopen door de graaf, voordat op de grond van het oude hof nieuwbouw werd verricht. 
Rond het midden van de 18e eeuw was het eerste kloostercomplex aan verval onderhevig en werden de gebouwen vervangen. Op 4 juli 1753 werd de eerste steen voor de huidige parochiekerk gelegd en op 23 oktober 1755 vond de inzegening van de kerk plaats. De bouwmeester was de uit Tirol stammende lekenbroeder Franz Pfisterer.  
Toen de orde in 1773 werd opgeheven mochten de beide broeders die als pastoors in Hadamar werkten in hun ambt blijven. De overige twaalf broeders moesten de stad verlaten. Hiermee kwam een definitief einde aan de aanwezigheid van de Jezuïeten in Hadamar. De kerk bleef echter parochiekerk en delen van het klooster werden door de Franciscanen overgenomen. 

## Collegium
Aan de kerk sluiten zich de twee vleugels van het voormalige Jezuïetencollegium van drie verdiepingen hoog aan. Ze vormen de oostelijke en zuidelijke flank van de cour d'honneur, die zich ten zuiden van het kerkgebouw aansluit. Achter het portaal in de oostelijke vleugel bevindt zich een grotendeels bewaard gebleven barok trappenhuis met plafondfresco's. In het muurwerk is de rest van een toren geïntegreerd van een adellijk hof. 
De aan de stijl van het collegium aangepaste pastorie staat afzonderlijk ten zuiden van het complex. De oude muur met de spitsboogpoort die de hof tussen het collegium en de pastorie afsluit is mogelijk ouder dan de gebouwen zelf.   

## Jezuïetenaula
De zogenaamde Jezuïetenaula wordt door de Johann-Ludwig-Straße van het hoofdgebouw afgescheiden. Om het college te vergroten werd het in 1764 gebouwd. Het gestucte vakwerkgebouw valt op door het zeer hoge schilddak. Later werd het gebouw in twee wooneenheden opgedeeld.

## Huidig gebruik
In de voormalige collegegebouwen zijn tegenwoordig verschillende afdelingen van het bisdom Limburg gevestigd. Ook de parochie maakt gebruik van ruimten in het gebouw. In het aulagebouw zijn een katholieke stadsbibliotheek en particuliere woningen ondergebracht. De hof tussen de kloostergebouw en de oude pastorie wordt Franziskanerhof genoemd.

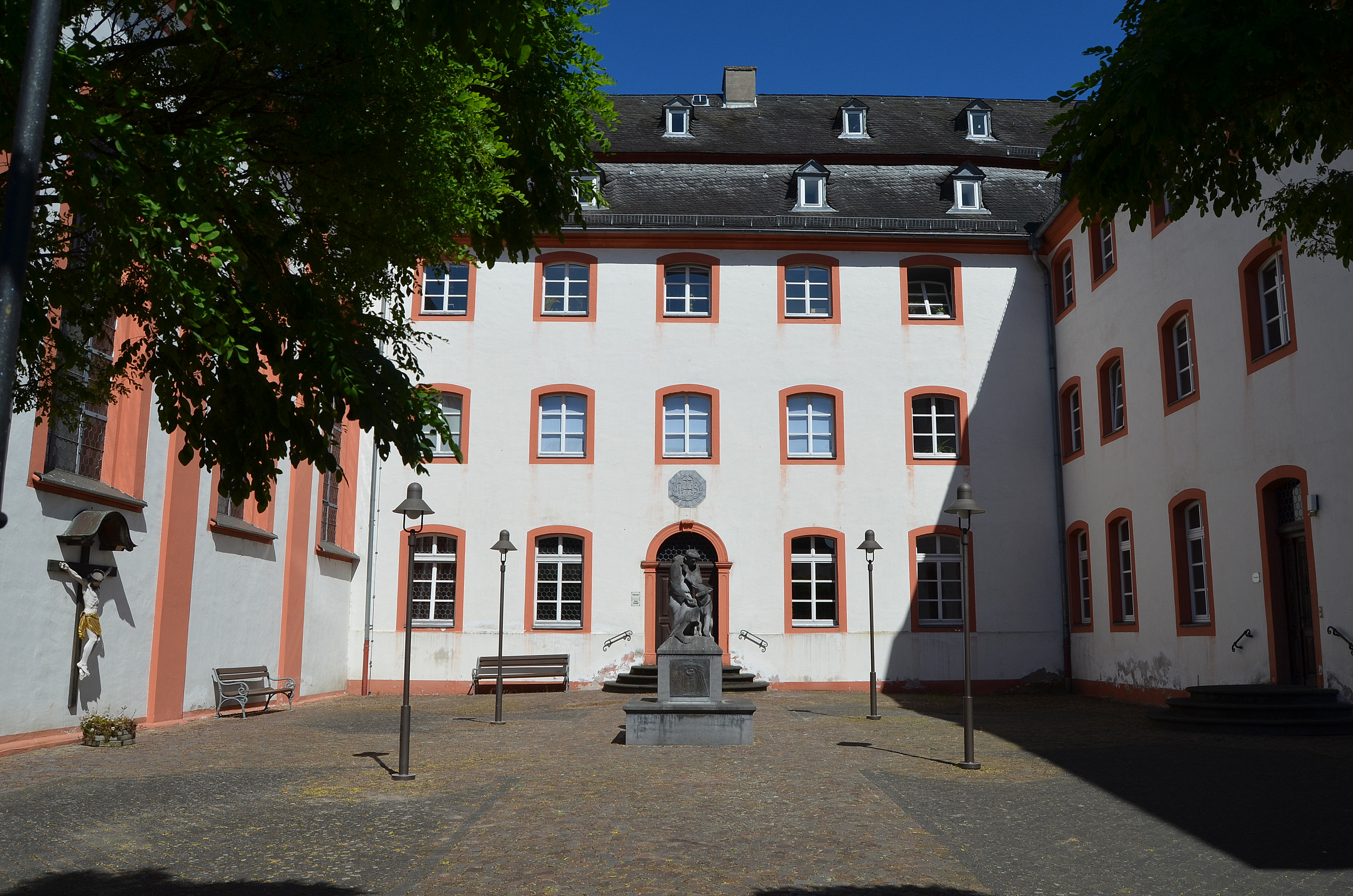
Franziskanerhof
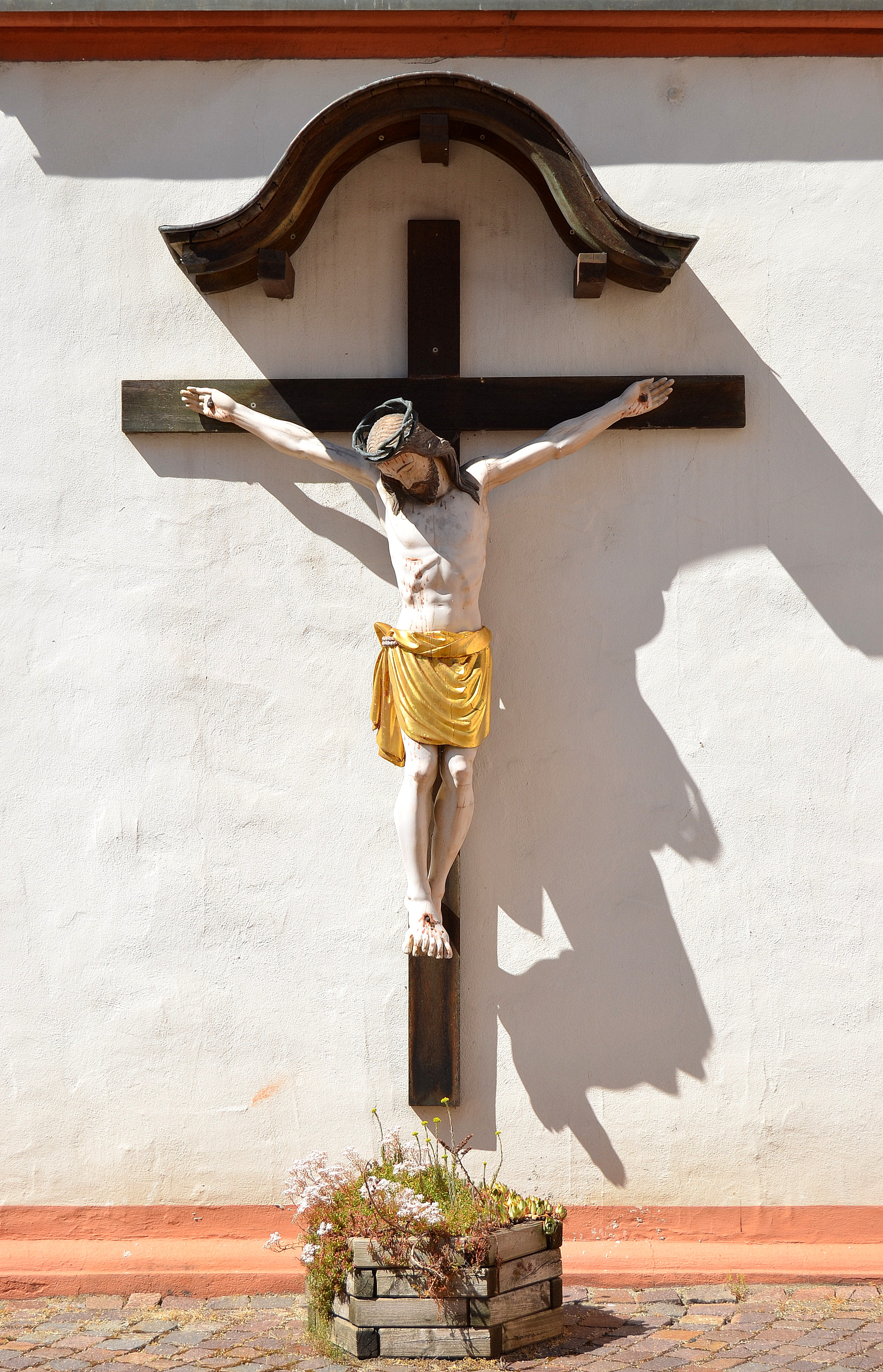
Kruisbeeld aan de zuidelijke kerkmuur in de Franziskanerhof
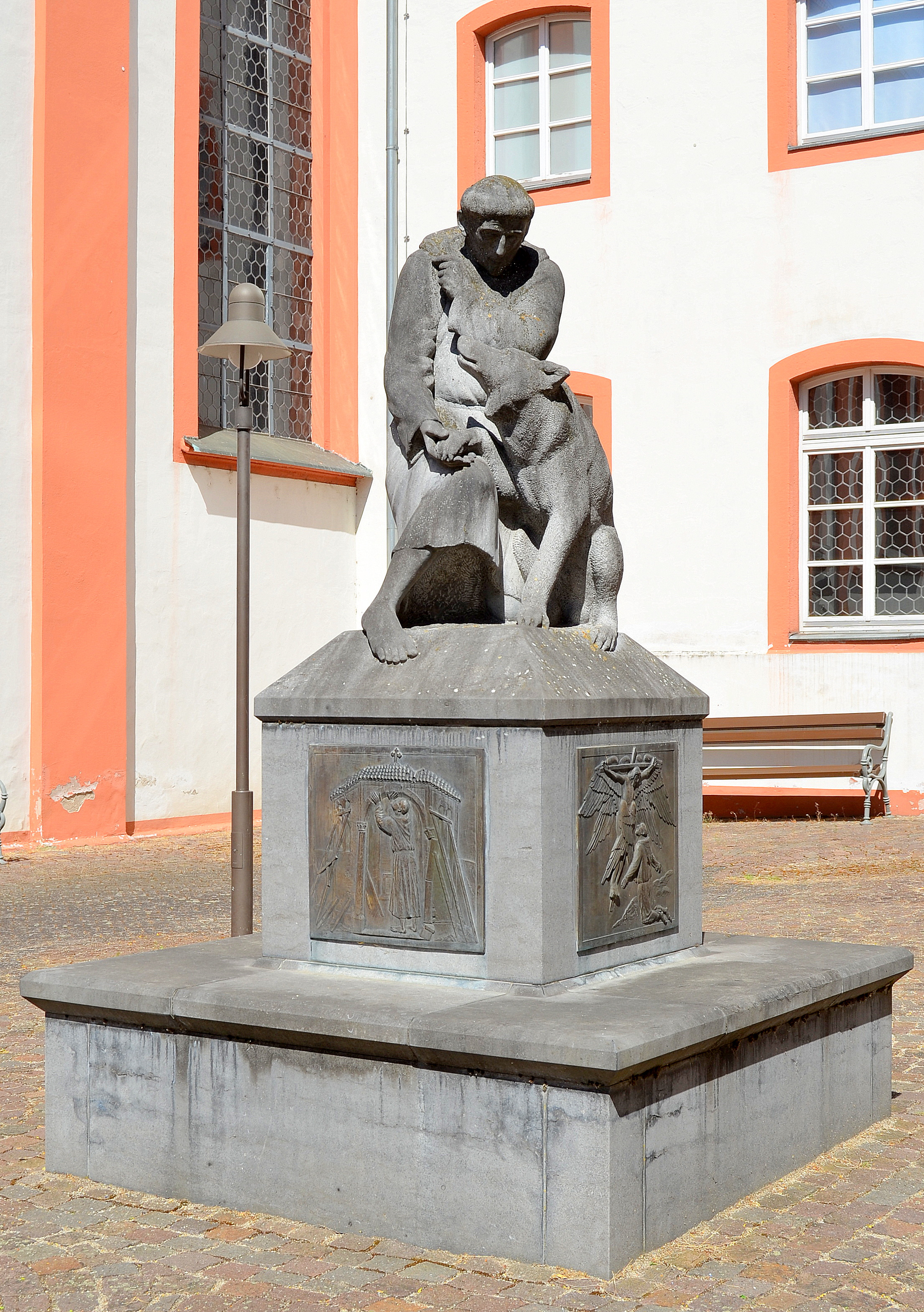
Beeld Sint-Franciscus
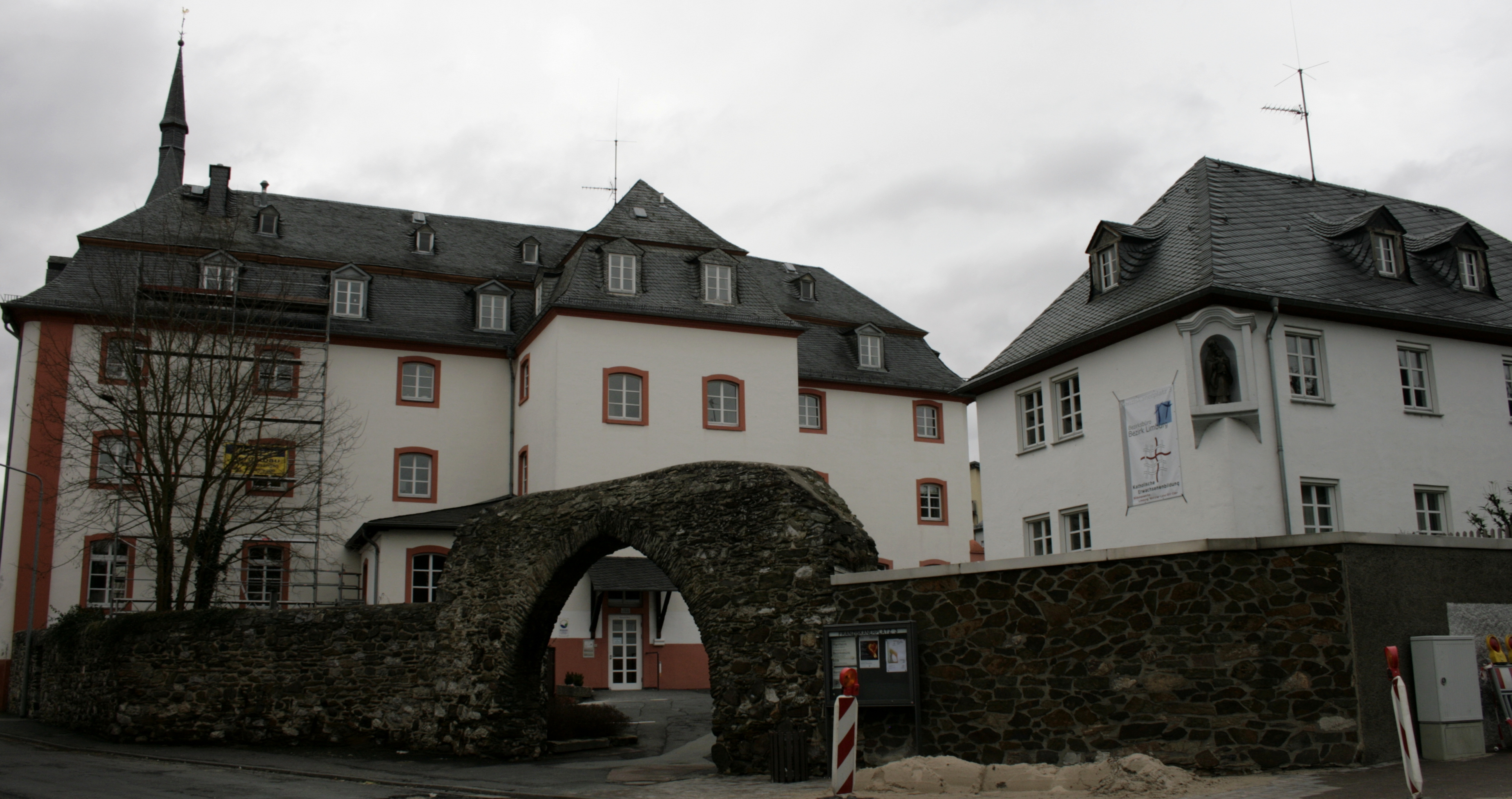
Oude muur voor het college en de pastorie